# Еммендінген (район)
Район Еммендінген (нім. Landkreis Emmendingen) — район землі Баден-Вюртемберг, Німеччина. Район підпорядкований урядовому округу Фрайбург. Центром району є місто Еммендінген. Населення становить 166 862 ос. (станом на 31 грудня 2020), площа  — 679,9 км². 

## Демографія
Густота населення в районі становить 233 чол./км².
| Рік             | Населення |
| --------------- | --------- |
| 31. грудня 1973 | 128.241   |
| 31. грудня 1975 | 129.402   |
| 31. грудня 1980 | 131.893   |
| 31. грудня 1985 | 134.793   |
| 27. травня 1987 | 132.508   |

| Рік             | Населення |
| --------------- | --------- |
| 31. грудня 1990 | 139.248   |
| 31. грудня 1995 | 146.418   |
| 31. грудня 2000 | 151.414   |
| 31. грудня 2005 | 156.728   |
| 31. грудня 2010 | 158.342   |

## Міста і громади
Район поділений на 6 міст, 18 громад.